# Velódromo Roubaisien (1895-1924)
O velódromo Roubaisien é um velódromo localizado no município de Croix, no departamento do Nord, na França. Construído em 1895 pela iniciativa de Théodore Vienne e Maurice Pérez, tem sido sobretudo o lugar de chegada das 19 primeiras edições da Paris-Roubaix e de etapas do Tour de France. Tem servido igualmente de campo de touradas, que acolhe combates de touros de 1904 a 1914.
Ao princípio do ano 1895, Théodore Vienne e Maurice Pérez, dois filantrópos de Roubaix decidem de edificar um velódromo para perto do parque de Barbieux, num terreno de 46 000 m2 localizado no território do município de Croix, ao ângulo da rua de Hem e da rua Verde. O parque de Barbieux, a cavalo nos municípios de Roubaix e de Croix, é naqueles tempos um lugar de paragem dos sportmen e também goza da reputação de parque mais bonito do norte da França. Tem igualmente a vantagem de ser servido pelo antigo elétrico de Lille Mongy (património do engenheiro que tem feito realizar este troço de via ferrea electrificada que servia os municípios de Roubaix e Tourcoing desde a cidade de Lille) e de estar localizado para perto da Gare de Croix - Wasquehal.
Baixo a direcção da arquiteta Dupire e mobilizando uma centena de operários permanentemente, os trabalhos estream em abril  de  1895 e acabam-se desde o final do mês seguinte. O velódromo Roubaisien está dotado de uma pista em cimento de um comprimento de 333,33 m. As viragens têm um raio de 21 metros e elevam-se de 37 cm por metro. Quinze bancadas formam a fachada. Uma galeria-tribuna é disposta, a seis metros de altura.
O velódromo é inaugurado no domingo 9 de junho de 1895 com uma competição composta de 7 provas que opõem 90 corredores, ante vários milhares de espectadores. Durante os anos seguintes, vê enfrentar-se os melhores pistards da época : Paul Bourrillon, Major Taylor, Thorvald Ellegaard. Em 1896, acolhe o campeonato da França dos 100 km conseguido por Alphonse Baugé. Nesse ano também, Constant Huret bate o recorde do mundo dos 100 km por trás de treinadores, em 2 h 20 min 31 s. Uma corrida de 100 horas está vencida pela estadounidense Charly Miller. Em 1898, o Bol d'Or, organizado desde 1894 no velódromo Buffalo em Paris, tem lugar excepcionalmente em Croix. Correu nesta ocasião por trás das tripletes e não por trás de tándem, vê a vitória de Huret, laureado das duas primeiras edições.
Em fevereiro  de  1896, Pérez e Viena têm a ideia de criar uma carreira em estrada que passa de Paris e chegando no seu velódromo. Obtêm o apoio do jornal Le Vélo. O primeiro Paris-Roubaix tem lugar no domingo 19 de abril de 1896. O Alemão Josef Fischer é o primeiro a impor-se ao velódromo. 19 edições da carreira chegam entre 1896 e 1914. Consoante os históricos assim como dos apoiantes, suportam a ideia que a Paris-Roubaix teria que se chamar Paris Croix dado que os corredores chegavam da rua de Hem e entravam no velódromo pelo túnel sob a pista com o ângulo da rua De Hem e do grande boulevard Roubaix Lille pois não passavam no município de Roubaix !!
Em 1910, uma nova pista está proposta para o velódromo. É em madeira e as suas curvas têm uma pendente de 45 arquibancadas. As tribunas estão acondicionadas de maneira a acolher mais de 10 000 espectadores, e com cobertura.
À saída da Primeira Guerra Mundial, a pista em madeira do velódromo desapareceu, provavelmente utilizada como madeira para aquecimento. Os organizadores da Paris Roubaix encontram novos lugares de chegada para a carreira. O velódromo acaba por ser destruido em 1924 para deixar lugar a habitações e pavilhões individuais. Uma parte desta localização resulta mais tarde a clínica do Parque de Croix.